# Rén a bárány
A Rén a bárány kezdetű, kevéssé ismert magyar népdalt Vikár László gyűjtötte a Somogy megyei Karádon 1953-ban.

## Kotta és dallam
| Rén a bárány az ólba´, mert nem mehet be az akolba. Gyere be te, édes rózsám, egy szóra, mert nem mind a világ egy óra. | Nincsen nekem pénzem, elástam, kiszáradt a torkom, felástam. Így jár, aki mindig bort iszik, míg a temetőbe nem viszik. | Hogyha egyszer oda elviszik, Istenuccse, többet nem iszik. |

## Felvételek
- Fót hátán fót - Szállj le páva - Szilaj ökröm, a Virág - Rén a bárány az óba - Megy... Karádi asszonyok és a Röpülj Páva népizenekara  YouTube (1970. szeptember 6.)  (Hozzáférés: 2016. március 30.) (audió) 2:21–2:45.